# Хуан Рамон Хименес
Хуан Рамон Хименес (на испански: Juan Ramón Jiménez) е испански писател, прочут главно с поезията си. Получава Нобелова награда за литература през 1956 г.

## Биография и творчество
Роден е в Могер, Андалусия. Следва право в Севиля. Първите си книги, силно повлияни от творчеството на Рубен Дарио, Хименес публикува едва 18-годишен през 1900 г. От 1905 г. живее в Мадрид. През 1916 г. се жени за Сенобия Кампруби, преводачка на Рабиндранат Тагор. Напуска Испания заради Гражданската война.
Едно от най-известните му произведения е „Платеро и аз“ (1914), преведено и на български.

## В творчеството на други автори
Рей Бредбъри започва книгата си „451 градуса по Фаренхайт“ с цитат от Хуан Рамон Хименес: „Ако ти дадат разчертана хартия – пиши накриво!“